# Pressinhac
Pressinhac (en francès Pressignac) és un municipi francès situat al departament del Charente i a la regió de la Nova Aquitània. L'any 2007 tenia 427 habitants.

## Demografia

### Població
El 2007 la població de fet de Pressignac era de 427 persones. Hi havia 208 famílies de les quals 68 eren unipersonals (36 homes vivint sols i 32 dones vivint soles), 88 parelles sense fills, 40 parelles amb fills i 12 famílies monoparentals amb fills.
La població ha evolucionat segons el següent gràfic:
Habitants censats

### Habitatges
El 2007 hi havia 308 habitatges, 214 eren l'habitatge principal de la família, 72 eren segones residències i 22 estaven desocupats. 303 eren cases i 3 eren apartaments. Dels 214 habitatges principals, 181 estaven ocupats pels seus propietaris, 31 estaven llogats i ocupats pels llogaters i 2 estaven cedits a títol gratuït; 1 tenia una cambra, 13 en tenien dues, 34 en tenien tres, 48 en tenien quatre i 118 en tenien cinc o més. 195 habitatges disposaven pel capbaix d'una plaça de pàrquing. A 101 habitatges hi havia un automòbil i a 86 n'hi havia dos o més.

### Piràmide de població
La piràmide de població per edats i sexe el 2009 era:
| Homes | Edats   | Dones |
| ----- | ------- | ----- |
| 0     | 95 o +  | 0     |
| 0     | 90 a 94 | 0     |
| 12    | 85 a 89 | 12    |
| 12    | 80 a 84 | 8     |
| 20    | 75 a 79 | 20    |
| 16    | 70 a 74 | 16    |
| 20    | 65 a 69 | 20    |
| 28    | 60 a 64 | 20    |
| 4     | 55 a 59 | 12    |
| 24    | 50 a 54 | 12    |
| 8     | 45 a 49 | 12    |
| 12    | 40 a 44 | 16    |
| 12    | 35 a 39 | 8     |
| 4     | 30 a 34 | 8     |
| 16    | 25 a 29 | 8     |
| 8     | 20 a 24 | 16    |
| 8     | 15 a 19 | 16    |
| 4     | 10 a 14 | 12    |
| 4     | 5 a 9   | 8     |
| 4     | 0 a 4   | 4     |

## Economia
El 2007 la població en edat de treballar era de 233 persones, 138 eren actives i 95 eren inactives. De les 138 persones actives 125 estaven ocupades (70 homes i 55 dones) i 13 estaven aturades (6 homes i 7 dones). De les 95 persones inactives 56 estaven jubilades, 10 estaven estudiant i 29 estaven classificades com a «altres inactius».

### Ingressos
El 2009 a Pressignac hi havia 195 unitats fiscals que integraven 394 persones, la mediana anual d'ingressos fiscals per persona era de 14.256 €.

### Activitats econòmiques
Dels 11 establiments que hi havia el 2007, 1 era d'una empresa alimentària, 1 d'una empresa de fabricació d'altres productes industrials, 2 d'empreses de construcció, 1 d'una empresa de comerç i reparació d'automòbils, 2 d'empreses d'hostatgeria i restauració, 1 d'una empresa de serveis i 3 d'empreses classificades com a «altres activitats de serveis».
Dels 4 establiments de servei als particulars que hi havia el 2009, 1 era un paleta, 1 fusteria, 1 perruqueria i 1 restaurant.
L'únic establiment comercial que hi havia el 2009 era una fleca.
L'any 2000 a Pressignac hi havia 37 explotacions agrícoles que ocupaven un total de 1.330 hectàrees.

## Poblacions més properes
El següent diagrama mostra les poblacions més properes.